# 上野愛奈
上野 愛奈（うえの あいな、1991年8月16日 - ）は、セント・フォース所属のフリーアナウンサー。

## 人物
熊本県出身。上智大学短期大学部卒業後、上智大学文学部新聞学科へ編入し卒業。TBSニュースバード所属アナウンサーを経て、現職。

## 出演番組
- TBSニュースバード（現・TBS NEWS）キャスター（2016年4月 - 2019年3月、TBS NEWS）[1]
- はやドキ!木曜日担当キャスター（2019年4月 - 2021年9月、TBS）[1]
- 速報ニュース インサイドOUT（2021年2月 - 、BS11）[1]
- 報道ライブ インサイドOUT（2021年10月 - 、BS11）[2]